# Un souvenir d'enfance de Léonard de Vinci
Un souvenir d'enfance de Léonard de Vinci est un ouvrage de Sigmund Freud dont le titre original est Eine Kindheitserinnerung des Leonardo da Vinci.
Il paraît pour la première fois en 1910 à Leipzig et Vienne au  Deuticke Verlag (de) dans le 7e Cahier des « Écrits de psychologie appliquée » édités par Franz Deuticke.

## Le livre de Freud
Freud, dans cet essai, s'efforce d'explorer l'inconscient de Léonard de Vinci, en mettant en relation son destin pulsionnel, sa créativité d'artiste et les empêchements de l'expression de celle-ci, notamment du point de vue de l'inachèvement des œuvres d'art dont il était coutumier, et sa vie amoureuse.

### Histoire du livre

Léonard de Vinci, La Vierge, l'Enfant Jésus et sainte Anne

Freud commence à s'intéresser à Léonard de Vinci dès 1898 (Lettre à Fliess du 9 octobre 1898). Dix ans plus tard, à son retour d'Amérique, il fera part à Carl Gustav Jung de sa « découverte » sur la problématique de « ce génie de la Renaissance » (Lettre à C. G. Jung du 17 octobre 1909), et se mettra à la rédaction de son livre sans plus attendre. Il est plus particulièrement influencé par la lecture du roman de Léonard de Vinci en russe de Dimitri Merejkovski, dont la traduction en allemand est parue en 1903.   

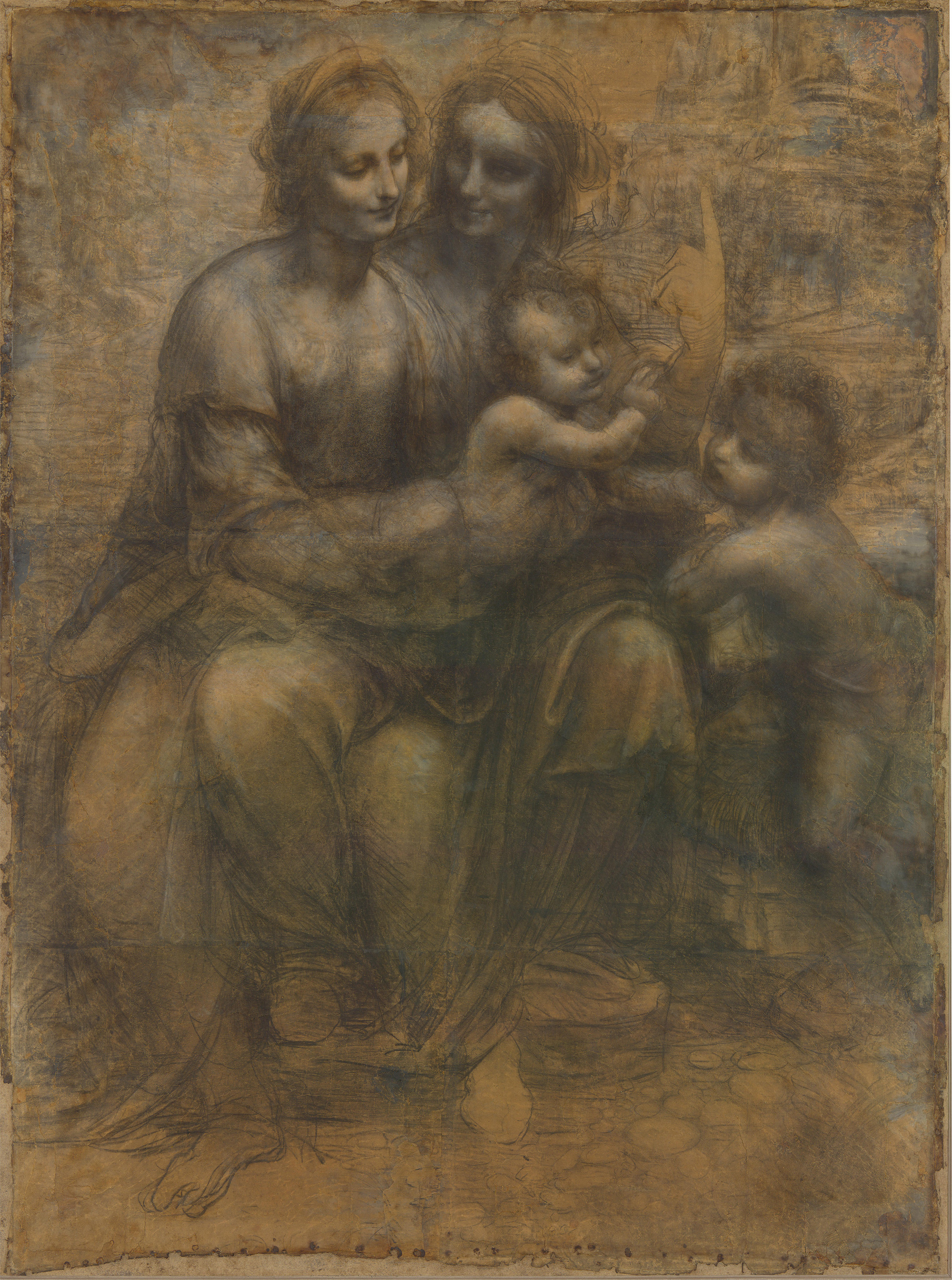
Le « Carton de Londres ».

Freud fonde son analyse sur le tableau de la Sainte Anne en tierce du Louvre, La Vierge, l'Enfant Jésus et sainte Anne, non sans faire certains ajouts importants ultérieurement à son livre, dont en 1919, la discussion sur l'interprétation de Oskar Pfister du « vautour » en « image-devinette inconsciente », et celui en 1923 de la comparaison avec le fameux « Carton de Londres », La Vierge, l'Enfant Jésus avec sainte Anne et saint Jean-Baptiste de la National Gallery.

### Éditions

#### Première publication
- 1910 : Eine Kindheitserinnerung des Leonardo da Vinci, Leipzig und Wien, Franz Deuticke (Schriften zur angewandten Seelenkunde, 7e Cahier)

#### Traductions françaises
- 1927 : Sigmund Freud (trad. de l'allemand par Marie Bonaparte, préf. Marie Bonaparte), Un souvenir d'enfance de Léonard de Vinci [« Eine Kindheitserinnerung des Leonardo da Vinci »] (Études et monographies), Paris, nrf-Gallimard, coll. « Les documents bleus » (no 32), 216 p. (lire en ligne [PDF]).
- 1987 : Un souvenir d'enfance de Léonard de Vinci, traduit par J. Altounian, A. O. Bourguignon, P. Cotet et A. Rauzy, Paris, Gallimard, avec une préface de J.-B. Pontalis et, en appendice, deux notices de J.-P. Maïdani Gérard, une bibliographie et un index.
- 1991 : Reprise de la même traduction en édition bilingue Folio, puis 2003  (ISBN 2-07-070665-6).
- 1993 : Un souvenir d'enfance de Léonard de Vinci, mêmes traducteurs, in OCF.P, X, Paris, PUF, p. 79-164  (ISBN 2 13 045767 3) ; P.U.F./Quadrige, 2012  (ISBN 978-2-13-059033-0).

### Plan du livre (chez Gallimard) et description des chapitres
1. L'attrait des oiseaux, préface par Jean-Bertrand Pontalis
2. Note liminaire
3. Un souvenir d'enfance de Léonard de Vinci
  1. Chapitre I: Freud y traite de l'opposition pulsionnelle chez Léonard entre la recherche scientifique et l'œuvre créée du peintre par rapport aux « trois destins de l'investigation sexuelle infantile: inhibition, obsessionnalisation, sublimation »[6]. Il oppose l'inhibition dans l'activité picturale de l'artiste, qui se manifeste par une lenteur de réalisation, et l'investissement démesuré pour la recherche du savant[6]. C'est au premier chapitre que Freud écrit à propos de Léonard : « La libido se soustrait au refoulement, elle se sublime dès l'origine en curiosité intellectuelle »[6].
  2. Chapitre II: Dans ce chapitre se trouve l'interprétation freudienne fantasmatique du « vautour » reliée à la mythologie avec l'erreur de traduction contenue (un « vautour » au lieu d'un « milan »)[6].
  3. Chapitre III: Selon Freud, le fantasme de fellation qu'exprime le souvenir d'enfance de Léonard correspond à « un type particulier d'homosexualité où le sujet s'identifie à sa mère pour s'aimer lui-même dans les jeunes gens, objet de son choix homosexuel »[6]. Bien avant Pour introduire le narcissisme (1914), Freud réfléchit sur « le choix narcissique »[6].
  4. Chapitre IV: Freud relie son analyse du sourire de  La Joconde  au souvenir relatif à la mère[6].
  5. Chapitre V: Freud voit par contre dans « l'opposition de Léonard à son père [...] l'origine de son courage d'investigation, contre l'autorité religieuse notamment »[6].
  6. Chapitre VI: La conclusion porte sur « le travail créateur » et sur « le rôle du hasard »[6].
4. Appendice : deux notices par Jean-Pierre Maïdani-Gérard
I. Sur le thème iconographique de Santa Anna Metterza
II. Le contexte du « souvenir d'enfance » d'après les manuscrits originaux
5. Bibliographie
6. Index

## La «fantaisie du vautour» de Léonard

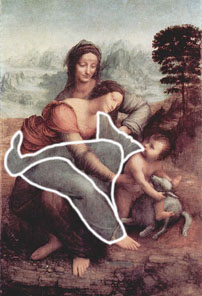
Le « vautour » dont la queue touche la bouche de l'enfant, identifié par Freud.

Freud trouve l'élément qu'il cherchait dans les Carnets de Léonard de Vinci où celui-ci manifeste  son intérêt pour le vol des oiseaux qu'il associe à un premier souvenir d'enfance : 

« Il semble qu'il m'était déjà assigné auparavant de m'intéresser aussi fondamentalement au vautour, car il me vient à l'esprit comme tout premier souvenir qu'étant encore au berceau, un vautour est descendu jusqu'à moi, m'a ouvert la bouche de sa queue et, à plusieurs reprises, a heurté mes lèvres de cette même queue. »

Freud « décide alors de soumettre cette "fantaisie du vautour chez Léonard" à une écoute psychanalytique ».

### Vautour ou milan?
Il est possible que Freud ait été victime d'une erreur de traduction, que signale un spécialiste de la Renaissance italienne au Burlington Magazine for Connoisseurs dès 1923 : l'oiseau dont Léonard de Vinci parlait n'était pas un vautour mais un milan (nibbio en italien).
Roudinesco et Plon rapportent l'observation de Jean-Bertrand Pontalis dans sa préface : « Il aura fallu surtout que le grand historien de l'art Meyer Schapiro publie son étude "Leonardo and Freud" pour que la communauté psychanalytique s'émeuve ».

### L'interprétation freudienne
Or Freud, fait un long développement sur la figure maternelle associée au vautour comme dans le mythe égyptien de Mout (proche de Mutter, « mère » en allemand). D'après Roudinesco et Plon, l'interprétation de Freud est la suivante : « Vinci était devenu sexuellement inactif ou homosexuel après avoir converti sa sexualité inachevée (infantile) en une pulsion de savoir ».

### Lectures et analyses critiques
Un souvenir d'enfance de Léonard de Vinci de Freud n'a pas fini de susciter critiques et  interprétations d'autres auteurs commentant l'interprétation freudienne ou cherchant à en poursuivre l'analyse.
Quelques exemples (années 1980 sq):
- En se recommandant de « la relecture de Freud en France » par « fragments romanesques à déconstruire pour le plaisir d'une exégèse imitant le processus freudien », l'universitaire et philologue américain Tom Conley « glisse »  sur le thème de fellatio et coda en associant par allitération ou assonance le Geier (vautour) freudien à « l'analogue presque spéculaire, Glied » (en allemand) pour le « membre » viril[12].
- Par son ouvrage très documenté, Jean-Pierre Maïdani Gérard prend en considération quant à lui « le fantasmatique » de l'interprétation psychanalytique freudienne du « vautour » pour le « milan » (nibbio) en l'étayant « sur le respect de l'historique »[13].
- Dans la perspective de sa revue Terres de femmes, Angèle Paoli relie l'interprétation d'un Freud qui, au travers de son étude sur l'homosexualité de Léonard, retrouve ses « propres perspectives théoriques », à l'importance qu'elle souligne des figures féminines dans le tableau du Louvre de la Sainte Anne en tierce [14].
- René Pommier, dans son livre Freud et Léonard de Vinci - Quand un déjanté décrypte un géant (2014), dénonce « les grandioses échafaudages freudiens » qui n'ont, selon lui, aucune assise scientifique[15].